# Кубок України з футболу 1992
Кубок України 1992 року — перший розіграш кубка з футболу в незалежній Україні.
У Кубку України 1992 року взяли участь 45 команд (клуби вищої і першої ліг чемпіонату 1992 року за винятком фарм-клубів):
| Команди вищої ліги (20 команд): - «Буковина» (Чернівці) - «Волинь» (Луцьк) - «Динамо» (Київ) - «Дніпро» (Дніпропетровськ) - «Зоря-МАЛС» (Луганськ) - «Карпати» (Львів) - «Кремінь» (Кременчук) - «Металіст» (Харків) - «Металург» (Запоріжжя) - «Нафтовик» (Охтирка) | - «Нива» (Вінниця) - «Нива» (Тернопіль) - «Прикарпаття» (Івано-Франківськ) - СКА (Одеса) - «Суднобудівник» (Миколаїв) - «Таврія» (Сімферополь) - «Темп» (Шепетівка) - «Торпедо» (Запоріжжя) - «Чорноморець» (Одеса) - «Шахтар» (Донецьк) | Команди першої ліги (25 команд): - «Автомобіліст» (Суми) - «Азовець» (Маріуполь) - «Артанія» (Очаків) - «Вагонобудівник» (Стаханов) - «Верес» (Рівне) - «Ворскла» (Полтава) - «Галичина» (Дрогобич) - «Десна» (Чернігів) - «Дніпро» (Черкаси) - «Закарпаття» (Ужгород) - «Колос» (Нікополь) - «Кривбас» (Кривий Ріг) | - «Кристал» (Херсон) - «Кристал» (Чортків) - «Поділля» (Хмельницький) - «Поліграфтехніка» (Олександрія) - «Полісся» (Житомир) - «Приладист» (Мукачеве) - «Рось» (Біла Церква) - СКА (Київ) - «Скала» (Стрий) - «Сталь» (Алчевськ) - «Хімік» (Сєверодонецьк) - «Чайка» (Севастополь) - «Шахтар» (Павлоград) |

Шість команд, що грали попереднього сезону у вищій лізі чемпіонату СРСР, — «Динамо», «Дніпро» Д, «Металіст», «Металург», «Чорноморець» і «Шахтар» Д — розпочали боротьбу за кубок лише зі стадії 1/8 фіналу. Решта ж команд стартували з 1/32 фіналу.

## 1/32 фіналу
За результатом жеребкування команда «Азовець» отримала перепустку в 1/16 фіналу, решта команд склали 19 пар. Матчі 1/32 фіналу відбулися 16 лютого 1992 року (окрім матчу «Поділля» — «Буковина», який відбувся 10 лютого — цей поєдинок увійшов в історію, як перший офіційний футбольний матч в історії незалежної України) на полях команд, які зазначені першими. 14 команд представляли вищу лігу і 24 —  першу.
| № матчу | Команда 1         | Команда 2       | Рахунок       |
| ------- | ----------------- | --------------- | ------------- |
| 1       | «Колос»           | «Полісся»       | 1:2           |
| 2       | «Сталь»           | «Закарпаття»    | 2:1           |
| 3       | «Вагонобудівник»  | «Хімік»         | 1:1, пен. 4:3 |
| 4       | «Автомобіліст»    | «Нива» Т        | 1:0           |
| 5       | «Волинь»          | «Торпедо»       | 2:3           |
| 6       | СКА О             | «Суднобудівник» | 1:1, пен. 5:4 |
| 7       | СКА К             | «Кривбас»       | 1:2 дч        |
| 8       | «Ворскла»         | «Десна»         | 1:0           |
| 9       | «Артанія»         | «Зоря-МАЛС»     | 1:3           |
| 10      | «Скала»           | «Нива» В        | 1:0 дч        |
| 11      | «Карпати»         | «Рось»          | 1:0           |
| 12      | «Дніпро» Ч        | «Верес»         | 1:0           |
| 13      | «Поділля»         | «Буковина»      | 1:1, пен. 1:3 |
| 14      | «Кристал» Ч       | «Приладист»     | 2:0           |
| 15      | «Шахтар» П        | «Кристал» Х     | 2:1           |
| 16      | «Галичина»        | «Нафтовик»      | 0:2           |
| 17      | «Чайка»           | «Таврія»        | 0:2           |
| 18      | «Темп»            | «Кремінь»       | 1:2           |
| 19      | «Поліграфтехніка» | «Прикарпаття»   | 0:0, пен. 4:3 |

| 10 лютого 1992 |

| «Поділля» (1Л) | 1:1, пен. 1:3 | «Буковина» (ВЛ) |
| -------------- | ------------- | --------------- |
| Бугай 42'      | протокол      | Гій 48'         |

| смт Ільниця, стадіон «Металіст» Глядачів: 200 Арбітр: Валерій Онуфер (Ужгород) |

|                                      |     | Пенальті                             |  |
| Кулинич · Пташник · Бугай · Аргудяєв | 1:3 | Соботюк · Гій · Федоров · Задорожняк |  |

| 16 лютого 1992 |

| «Колос» (1Л) | 1:2      | «Полісся» (1Л)                       |
| ------------ | -------- | ------------------------------------ |
| Костіков 44' | протокол | Жолтоносов 14' Стрихарчук 25' (пен.) |

| с. Чкалове, стадіон «Колос» Глядачів: 150 Арбітр: Віктор Звягінцев (Донецьк) |

| 16 лютого 1992 |

| «Сталь» (1Л)             | 2:1      | «Закарпаття» (1Л) |
| ------------------------ | -------- | ----------------- |
| Можаєв 46' Гнезділов 66' | протокол | Калашников 12'    |

| Алчевськ, стадіон «Сталь» Глядачів: 2100 Арбітр: Віктор Головко (Дніпропетровськ) |

| 16 лютого 1992 |

| «Вагонобудівник» (1Л) | 1:1, пен. 4:3 | «Хімік» (1Л)     |
| --------------------- | ------------- | ---------------- |
| Занін 112' (пен.)     | протокол      | Славінський 102' |

| Стаханов, стадіон «Вагонобудівник» Глядачів: 1000 Арбітр: Євген Канана (Донецьк) |

|                                               |     | Пенальті                                              |  |
| Занін · Болдирєв · Сушко · Марченко · Лебедєв | 4:3 | Славинський · Глазунов · Романов · Федорко · Ярошенко |  |

| 16 лютого 1992 |

| «Автомобіліст» (1Л) | 1:0      | «Нива» Т (ВЛ) |
| ------------------- | -------- | ------------- |
| Самолюк 17'         | протокол |               |

| Суми, стадіон «Колос» Глядачів: 1500 Арбітр: Леонід Бавикін (Харків) |

| 16 лютого 1992 |

| «Волинь» (ВЛ)        | 2:3      | «Торпедо» (ВЛ)                      |
| -------------------- | -------- | ----------------------------------- |
| Дикий 49' Плотко 62' | протокол | Бондаренко 26' Волков 35' Заєць 57' |

| с. Дачне, стадіон «Авангард» Глядачів: 3000 Арбітр: Ярослав Грисьо (Львів) |

| 16 лютого 1992 13:00 |

| СКА О (ВЛ)     | 1:1, пен. 5:4      | «Суднобудівник» (ВЛ) |
| -------------- | ------------------ | -------------------- |
| Мусолітін 100' | протокол, протокол | Грозов 112'          |

| Одеса, стадіон СКА Глядачів: 1000 Арбітр: Валерій Авдиш (Сімферополь) |

|                                               |     | Пенальті                                     |  |
| Харковщенко · Зініч · Леш · Мокан · Огородник | 5:4 | Павлов · Високос · Чулак · Машнін · Зінченко |  |

| 16 лютого 1992 |

| СКА К (1Л)     | 1:2 дч   | «Кривбас» (1Л)           |
| -------------- | -------- | ------------------------ |
| Кошинський 64' | протокол | Шульга 27' Черенков 107' |

| Київ, стадіон СКА Глядачів: 200 Арбітр: Олексій Кацман (Кіровоград) |

| 16 лютого 1992 12:00 |

| «Ворскла» (1Л)   | 1:0                | «Десна» (1Л) |
| ---------------- | ------------------ | ------------ |
| Лукаш 75' (пен.) | протокол, протокол |              |

| Полтава, стадіон «Ворскла» Глядачів: 6000 Арбітр: Вадим Шевченко (Київ) |

| 16 лютого 1992 |

| «Артанія» (1Л) | 1:3      | «Зоря-МАЛС» (ВЛ)                    |
| -------------- | -------- | ----------------------------------- |
| Паламарчук 1'  | протокол | Гусейнов 24' Фурсов 72' Севідов 75' |

| Очаків, стадіон «Сокіл» Глядачів: 2500 Арбітр: Валерій Лисенко (Одеса) |

| 16 лютого 1992 15:00 |

| «Скала» (1Л) | 1:0 дч   | «Нива» В (ВЛ) |
| ------------ | -------- | ------------- |
| Ковалюк 97'  | протокол |               |

| с. Яблунівка, стадіон «Сокіл» Глядачів: 5000 Арбітр: Ігор Безуглий (Луцьк) |

| 16 лютого 1992 |

| «Карпати» (ВЛ) | 1:0      | «Рось» (1Л) |
| -------------- | -------- | ----------- |
| Бондарчук 43'  | протокол |             |

| Львів, стадіон «Україна» Глядачів: 8000 Арбітр: Ігор Хіблін (Хмельницький) |

| 16 лютого 1992 |

| «Дніпро» Ч (1Л) | 1:0      | «Верес» (1Л) |
| --------------- | -------- | ------------ |
| Рябоконь 55'    | протокол |              |

| Черкаси, стадіон «Спартак» Глядачів: 2500 Арбітр: Олександр Літвіненко (Київ) |

| 16 лютого 1992 |

| «Кристал» Ч (1Л)           | 2:0      | «Приладист» (1Л) |
| -------------------------- | -------- | ---------------- |
| Данилишин 8' Данилишин 70' | протокол |                  |

| Чортків, стадіон «Харчовик» Глядачів: 5000 Арбітр: Ярослав Лемех (Львів) |

| 16 лютого 1992 |

| «Шахтар» П (1Л)            | 2:1      | «Кристал» Х (1Л) |
| -------------------------- | -------- | ---------------- |
| Трубников 40' Червоний 75' | протокол | Пападопуло 20'   |

| Павлоград, стадіон «Шахтар» Глядачів: 450 Арбітр: Валерій Стоян (Алчевськ) |

| 16 лютого 1992 |

| «Галичина» (1Л) | 0:2      | «Нафтовик» (ВЛ)       |
| --------------- | -------- | --------------------- |
|                 | протокол | Грачов 42' Піскун 66' |

| Дрогобич, стадіон «Крановик» Глядачів: 3000 Арбітр: Анатолій Арановський (Київ) |

| 16 лютого 1992 |

| «Чайка» (1Л) | 0:2      | «Таврія» (ВЛ)                   |
| ------------ | -------- | ------------------------------- |
|              | протокол | Шевченко 32' (пен.) Новіков 55' |

| Алушта, стадіон «Спартак» Глядачів: 2500 Арбітр: Олександр Дегтярьов (Одеса) |

| 16 лютого 1992 |

| «Темп» (ВЛ)   | 1:2      | «Кремінь» (ВЛ)                 |
| ------------- | -------- | ------------------------------ |
| Довгалець 85' | протокол | Коновальчук 2' Коновальчук 20' |

| Алушта, стадіон «Спартак» Глядачів: 2000 Арбітр: Володимир Туховський (Сімферополь) |

| 16 лютого 1992 |

| «Поліграфтехніка» (1Л) | 0:0, пен. 4:3 | «Прикарпаття» (ВЛ) |
| ---------------------- | ------------- | ------------------ |
|                        | протокол      |                    |

| Олександрія, стадіон «Шахтар» Глядачів: 4500 Арбітр: Олександр Тютюн (Фастів) |

|                                             |     | Пенальті                                                |  |
| Михайленко · Богатир · Іріоглу · Любинський | 4:3 | Русак · Лохмай · Ковальчук · Русановський · Шулятицький |  |

## 1/16 фіналу
До 19 переможців 1/32 фіналу на цій стадії долучився «Азовець». Матчі 1/16 фіналу відбулися 21, 23 і 28 лютого 1992 року. 8 команд представляли вищу лігу і 12 — першу.
| Матч      | Команда 1        | Команда 2         | Рахунок       |
| --------- | ---------------- | ----------------- | ------------- |
| 21 лютого |                  |                   |               |
| 20        | «Полісся»        | «Сталь»           | 1:0           |
| 23 лютого |                  |                   |               |
| 21        | «Вагонобудівник» | «Автомобіліст»    | 2:0           |
| 22        | «Торпедо»        | СКА О             | 3:0           |
| 23        | «Кривбас»        | «Ворскла»         | 2:1           |
| 24        | «Зоря-МАЛС»      | «Скала»           | 1:2           |
| 25        | «Карпати»        | «Дніпро» Ч        | 0:0, пен. 4:2 |
| 27        | «Кристал» Ч      | «Шахтар» П        | 2:0           |
| 28        | «Нафтовик»       | «Таврія»          | 3:1           |
| 29        | «Кремінь»        | «Поліграфтехніка» | 2:0           |
| 28 лютого |                  |                   |               |
| 26        | «Буковина»       | «Азовець»         | 1:0 дч        |

| 21 лютого 1992 |

| «Полісся» (1Л) | 1:0      | «Сталь» (1Л) |
| -------------- | -------- | ------------ |
| Стрихарчук 56' | протокол |              |

| Алушта, стадіон «Спартак» Глядачів: 2500 Арбітр: Володимир Туховський (Сімферополь) |

| 23 лютого 1992 |

| «Вагонобудівник» (1Л)  | 2:0      | «Автомобіліст» (1Л) |
| ---------------------- | -------- | ------------------- |
| Бережний 30' Сушко 70' | протокол |                     |

| Стаханов, стадіон «Вагонобудівник» Глядачів: 3000 Арбітр: Євген Єсін (Дніпропетровськ) |

| 23 лютого 1992 |

| «Торпедо» (ВЛ)                         | 3:0      | СКА О (ВЛ) |
| -------------------------------------- | -------- | ---------- |
| Якубовський 13' Сидоркін 39' Лютий 65' | протокол |            |

| Запоріжжя, центральний стадіон автозаводу «Комунар» Глядачів: 3000 Арбітр: Євген Канана (Донецьк) |

| 23 лютого 1992 14:00 |

| «Кривбас» (1Л)          | 2:1      | «Ворскла» (1Л) |
| ----------------------- | -------- | -------------- |
| Селіхов 42' Селіхов 82' | протокол | Матюха 48'     |

| Кривий Ріг, стадіон «Гірник» Глядачів: 500 Арбітр: Сергій Татулян (Київ) |

| 23 лютого 1992 |

| «Зоря-МАЛС» (ВЛ) | 1:2      | «Скала» (1Л)          |
| ---------------- | -------- | --------------------- |
| Севідов 57'      | протокол | Кардаш 59' Кардаш 75' |

| Олександрівськ, стадіон «Авангард» Глядачів: 500 Арбітр: Леонід Бавикін (Харків) |

| 23 лютого 1992 |

| «Карпати» (ВЛ) | 0:0, пен. 4:2 | «Дніпро» Ч (1Л) |
| -------------- | ------------- | --------------- |
|                | протокол      |                 |

| Львів, стадіон «Україна» Глядачів: 4500 Арбітр: Степан Сельменський (Ужгород) |

|                                                     |     | Пенальті                                 |  |
| Мокрицький · Леськів · Толочко · Бенько · Бондарчук | 4:2 | Крайнюк · Саницький · Дейнеко · Рябоконь |  |

| 23 лютого 1992 |

| «Кристал» Ч (1Л)       | 2:0      | «Шахтар» П (1Л) |
| ---------------------- | -------- | --------------- |
| Данилишин 1' Мазур 58' | протокол |                 |

| Чортків, стадіон «Харчовик» Глядачів: 8000 Арбітр: Михайло Сидор (Львів) |

| 23 лютого 1992 |

| «Нафтовик» (ВЛ)                     | 3:1      | «Таврія» (ВЛ) |
| ----------------------------------- | -------- | ------------- |
| Яічник 15' Яічник 42' Денисенко 80' | протокол | Гладишев 48'  |

| Охтирка, стадіон «Нафтовик» Глядачів: 2000 Арбітр: Володимир П'яних (Донецьк) |

| 23 лютого 1992 |

| «Кремінь» (ВЛ)             | 2:0      | «Поліграфтехніка» (1Л) |
| -------------------------- | -------- | ---------------------- |
| Немешкало 80' Корпонай 83' | протокол |                        |

| Кременчук, стадіон «Дніпро» Глядачів: 5000 Арбітр: Ігор Ярменчук (Київ) |

| 28 лютого 1992 |

| «Буковина» (ВЛ) | 1:0 дч   | «Азовець» (1Л) |
| --------------- | -------- | -------------- |
| Соботюк 111'    | протокол |                |

| Чернівці, стадіон Панчішного об'єднання Глядачів: 3000 Арбітр: Ярослав Грисьо (Львів) |

## 1/8 фіналу
|  | 1/8 фіналу         | 1/8 фіналу | 1/8 фіналу | 1/8 фіналу |   |               | Чвертьфінал | Чвертьфінал | Чвертьфінал | Чвертьфінал |  |               | Півфінал | Півфінал | Півфінал | Півфінал |                    |   | Фінал | Фінал |
|  |                    |            |            |            |   |               |             |             |             |             |  |               |          |          |          |          |                    |   |       |       |
|  | «Полісся»          | 4          | 1          | 5          |   |               |             |             |             |             |  |               |          |          |          |          |                    |   |       |       |
|  | «Чорноморець» (дч) | 1          | 7          | 8          |   |               |             |             |             |             |  |               |          |          |          |          |                    |   |       |       |
|  | «Чорноморець» (дч) | 1          | 7          | 8          |   | «Чорноморець» | 2           | 1           | 3           |             |  |               |          |          |          |          |                    |   |       |       |
|  |                    |            |            |            |   | «Чорноморець» | 2           | 1           | 3           |             |  |               |          |          |          |          |                    |   |       |       |
|  |                    | «Металург» | 0          | 1          | 1 |               |             |             |             |             |  |               |          |          |          |          |                    |   |       |       |
|  | «Вагонобудівник»   | «Металург» | 0          | 1          | 1 | 1             | 0           | 1           |             |             |  |               |          |          |          |          |                    |   |       |       |
|  | «Вагонобудівник»   |            |            |            |   | 1             | 0           | 1           |             |             |  |               |          |          |          |          |                    |   |       |       |
|  | «Металург»         | 0          | 7          | 7          |   |               |             |             |             |             |  |               |          |          |          |          |                    |   |       |       |
|  | «Металург»         | 0          | 7          | 7          |   |               |             |             |             |             |  | «Чорноморець» | 3        | 0        | 3        |          |                    |   |       |       |
|  |                    |            |            |            |   |               |             |             |             |             |  | «Чорноморець» | 3        | 0        | 3        |          |                    |   |       |       |
|  |                    | «Торпедо»  | 1          | 0          | 1 |               |             |             |             |             |  |               |          |          |          |          |                    |   |       |       |
|  | «Торпедо»          | «Торпедо»  | 1          | 0          | 1 | 6             | 0           | 6           |             |             |  |               |          |          |          |          |                    |   |       |       |
|  | «Торпедо»          |            |            |            |   | 6             | 0           | 6           |             |             |  |               |          |          |          |          |                    |   |       |       |
|  | «Кривбас»          | 0          | 1          | 1          |   |               |             |             |             |             |  |               |          |          |          |          |                    |   |       |       |
|  | «Кривбас»          | 0          | 1          | 1          |   | «Торпедо»     | 1           | 1           | 2           |             |  |               |          |          |          |          |                    |   |       |       |
|  |                    |            |            |            |   | «Торпедо»     | 1           | 1           | 2           |             |  |               |          |          |          |          |                    |   |       |       |
|  |                    | «Динамо»   | 0          | 1          | 1 |               |             |             |             |             |  |               |          |          |          |          |                    |   |       |       |
|  | «Динамо» (дч)      | «Динамо»   | 0          | 1          | 1 | 1             | 2           | 3           |             |             |  |               |          |          |          |          |                    |   |       |       |
|  | «Динамо» (дч)      |            |            |            |   | 1             | 2           | 3           |             |             |  |               |          |          |          |          |                    |   |       |       |
|  | «Скала»            | 1          | 1          | 2          |   |               |             |             |             |             |  |               |          |          |          |          |                    |   |       |       |
|  | «Скала»            | 1          | 1          | 2          |   |               |             |             |             |             |  |               |          |          |          |          | «Чорноморець» (дч) | 1 |       |       |
|  |                    |            |            |            |   |               |             |             |             |             |  |               |          |          |          |          |                    | 1 |       |       |
|  |                    | «Металіст» | 0          |            |   |               |             |             |             |             |  |               |          |          |          |          |                    |   |       |       |
|  | «Карпати»          | «Металіст» | 0          | 1          | 0 | 1             |             |             |             |             |  |               |          |          |          |          |                    |   |       |       |
|  | «Карпати»          |            |            | 1          | 0 | 1             |             |             |             |             |  |               |          |          |          |          |                    |   |       |       |
|  | «Шахтар» Д         | 2          | 2          | 4          |   |               |             |             |             |             |  |               |          |          |          |          |                    |   |       |       |
|  | «Шахтар» Д         | 2          | 2          | 4          |   | «Шахтар» Д    | 6           | 0           | 6           |             |  |               |          |          |          |          |                    |   |       |       |
|  |                    |            |            |            |   | «Шахтар» Д    | 6           | 0           | 6           |             |  |               |          |          |          |          |                    |   |       |       |
|  |                    | «Дніпро» Д | 0          | 1          | 1 |               |             |             |             |             |  |               |          |          |          |          |                    |   |       |       |
|  | «Буковина»         | «Дніпро» Д | 0          | 1          | 1 | 1             | 1           | 2           |             |             |  |               |          |          |          |          |                    |   |       |       |
|  | «Буковина»         |            |            |            |   | 1             | 1           | 2           |             |             |  |               |          |          |          |          |                    |   |       |       |
|  | «Дніпро» Д         | 2          | 3          | 5          |   |               |             |             |             |             |  |               |          |          |          |          |                    |   |       |       |
|  | «Дніпро» Д         | 2          | 3          | 5          |   |               |             |             |             |             |  | «Шахтар» Д    | 0        | 1        | 1        |          |                    |   |       |       |
|  |                    |            |            |            |   |               |             |             |             |             |  | «Шахтар» Д    | 0        | 1        | 1        |          |                    |   |       |       |
|  |                    | «Металіст» | 1          | 1          | 2 |               |             |             |             |             |  |               |          |          |          |          |                    |   |       |       |
|  | «Кристал» Ч        | «Металіст» | 1          | 1          | 2 | 1             | 0           | 1           |             |             |  |               |          |          |          |          |                    |   |       |       |
|  | «Кристал» Ч        |            |            |            |   | 1             | 0           | 1           |             |             |  |               |          |          |          |          |                    |   |       |       |
|  | «Металіст»         | 2          | 2          | 4          |   |               |             |             |             |             |  |               |          |          |          |          |                    |   |       |       |
|  | «Металіст»         | 2          | 2          | 4          |   | «Металіст»    | 2           | 0           | 2           |             |  |               |          |          |          |          |                    |   |       |       |
|  |                    |            |            |            |   | «Металіст»    | 2           | 0           | 2           |             |  |               |          |          |          |          |                    |   |       |       |
|  |                    | «Нафтовик» | 0          | 1          | 1 |               |             |             |             |             |  |               |          |          |          |          |                    |   |       |       |
|  | «Нафтовик»         | «Нафтовик» | 0          | 1          | 1 | 1             | 1           | 2           |             |             |  |               |          |          |          |          |                    |   |       |       |
|  | «Нафтовик»         |            |            |            |   | 1             | 1           | 2           |             |             |  |               |          |          |          |          |                    |   |       |       |
|  | «Кремінь»          | 1          | 0          | 1          |   |               |             |             |             |             |  |               |          |          |          |          |                    |   |       |       |

Починаючи з цього етапу, клуби грали по 2 матчі, окрім фіналу. До 10 переможців 1/16 фіналу на цій стадії долучилися 6 «сіяних» команд, що грали попереднього сезону у вищій лізі чемпіонату СРСР 1991 року. Усі вони успішно пройшли до наступної стадії змагань. Перші матчі відбулися 28.02—3.03, матчі-відповіді — 14 березня. 11 команд представляли вищу лігу і 5 — першу.

### Перші матчі
| 28 лютого 1992 |

| «Динамо» (ВЛ) | 1:1      | «Скала» (1Л) |
| ------------- | -------- | ------------ |
| Цвейба 37'    | протокол | Кардаш 83'   |

| Київ, Республіканський стадіон Глядачів: 1300 Арбітр: Валерій Авдиш (Сімферополь) |

| 1 березня 1992 15:00 |

| «Полісся» (1Л)                                            | 4:1      | «Чорноморець» (ВЛ) |
| --------------------------------------------------------- | -------- | ------------------ |
| Шишков 10' Свистунов 22' Стрихарчук 70' (пен.) Шишков 55' | протокол | Піндєєв 8'         |

| Житомир, стадіон імені Ленінського комсомолу Глядачів: 5000 Арбітр: Ярослав Лемех (Львів) |

| 1 березня 1992 |

| «Торпедо» (ВЛ)                                                         | 6:0      | «Кривбас» (1Л) |
| ---------------------------------------------------------------------- | -------- | -------------- |
| Бондаренко 14' Бондаренко 20' Заєць 21' Заєць 25' Заєць 48' Волков 70' | протокол |                |

| Запоріжжя, стадіон «АвтоЗАЗ» Глядачів: 3000 Арбітр: Ігор Ярменчук (Київ) |

| 1 березня 1992 |

| «Карпати» (ВЛ)        | 1:2      | «Шахтар» Д (ВЛ)               |
| --------------------- | -------- | ----------------------------- |
| Мокрицький 68' (пен.) | протокол | Попов 23' Драгунов 71' (пен.) |

| Львів, стадіон «Україна» Глядачів: 12500 Арбітр: Олександр Дегтярьов (Одеса) |

| 1 березня 1992 |

| «Кристал» Ч (1Л) | 1:2      | «Металіст» (ВЛ)           |
| ---------------- | -------- | ------------------------- |
| Мазур 10'        | протокол | Колесник 40' Колесник 66' |

| Чортків, стадіон «Харчовик» Глядачів: 7000 Арбітр: Валерій Онуфер (Ужгород) |

| 1 березня 1992 |

| «Нафтовик» (ВЛ) | 1:1      | «Кремінь» (ВЛ) |
| --------------- | -------- | -------------- |
| Ліпинський 18'  | протокол | Леженцев 58'   |

| Ялта, стадіон «Авангард» Глядачів: 200 Арбітр: Костянтин Панчик (Сімферополь) |

| 2 березня 1992 |

| «Буковина» (ВЛ) | 1:2      | «Дніпро» Д (ВЛ)     |
| --------------- | -------- | ------------------- |
| Задорожнюк 35'  | протокол | Багмут 19' Юдін 31' |

| Чернівці, стадіон «Буковина» Глядачів: 4500 Арбітр: Олександр Літвіненко (Київ) |

| 3 березня 1992 |

| «Вагонобудівник» (1Л) | 1:0      | «Металург» (ВЛ) |
| --------------------- | -------- | --------------- |
| Паламарчук 43'        | протокол |                 |

| Стаханов, стадіон «Вагонобудівник» Глядачів: 2000 Арбітр: Володимир П'яних (Донецьк) |

### Матчі-відповіді
| 14 березня 1992 15:00 |

| «Чорноморець» (ВЛ)                                                                         | 7:1 дч   | «Полісся» (1Л) |
| ------------------------------------------------------------------------------------------ | -------- | -------------- |
| Шелепницький 21' (пен.) Сак 33' Третяк 56' Гусєв 64' Сак 102' Гусєв 105' Шелепницький 116' | протокол | Баран 5'       |

| Одеса, стадіон ЧМП Глядачів: 1500 Арбітр: Євген Канана (Донецьк) |

- «Чорноморець» переміг «Полісся» за сумою двох матчів 8:5 (в додатковий час).

| 14 березня 1992 |

| «Металург» (ВЛ)                                                                         | 7:0      | «Вагонобудівник» (1Л) |
| --------------------------------------------------------------------------------------- | -------- | --------------------- |
| Головань 5' Головань 18' Таран 38' Скрипник 44' Таран 62' Головань 74' Таран 85' (пен.) | протокол |                       |

| Запоріжжя, стадіон «Металург» Глядачів: 6000 Арбітр: Володимир Туховський (Сімферополь) |

- «Металург» переміг «Вагонобудівник» за сумою двох матчів 7:1.

| 14 березня 1992 |

| «Кривбас» (1Л) | 1:0      | «Торпедо» (ВЛ) |
| -------------- | -------- | -------------- |
| Попович 82'    | протокол |                |

| Кривий Ріг, стадіон «Металург» Глядачів: 500 Арбітр: Олексій Кацман (Кіровоград) |

- «Торпедо» перемогло «Кривбас» за сумою двох матчів 6:1.

| 14 березня 1992 |

| «Скала» (1Л)  | 1:2 дч   | «Динамо» (ВЛ)             |
| ------------- | -------- | ------------------------- |
| Сидоренко 43' | протокол | Анненков 52' Саленко 100' |

| Стрий, стадіон «Сокіл» Глядачів: 17000 Арбітр: Валерій Авдиш (Сімферополь) |

- «Динамо» перемогло «Скалу» за сумою двох матчів 3:2 (в додатковий час).

| 14 березня 1992 |

| «Шахтар» Д (ВЛ)       | 2:0      | «Карпати» (ВЛ) |
| --------------------- | -------- | -------------- |
| Щербаков 8' Попов 75' | протокол |                |

| Донецьк, стадіон «Шахтар» Глядачів: 1000 Арбітр: Костянтин Панчик (Сімферополь) |

- «Шахтар» переміг «Карпати» за сумою двох матчів 4:1.

| 14 березня 1992 |

| «Дніпро» Д (ВЛ)                     | 3:1      | «Буковина» (ВЛ) |
| ----------------------------------- | -------- | --------------- |
| Москвін 15' Полунін 21' Думенко 58' | протокол | Жиров 88'       |

| Дніпропетровськ, стадіон «Метеор» Глядачів: 1500 Арбітр: Валерій Лисенко (Одеса) |

- «Дніпро» переміг «Буковину» за сумою двох матчів 5:2.

| 14 березня 1992 |

| «Металіст» (ВЛ)          | 2:0      | «Кристал» Ч (1Л) |
| ------------------------ | -------- | ---------------- |
| Кандауров 36' Аджоєв 47' | протокол |                  |

| Харків, стадіон «Металіст» Глядачів: 1500 Арбітр: Анатолій Арановський (Київ) |

- «Металіст» переміг «Кристал» за сумою двох матчів 4:1.

| 14 березня 1992 |

| «Кремінь» (ВЛ) | 0:1      | «Нафтовик» (ВЛ) |
| -------------- | -------- | --------------- |
|                | протокол | Грачов 55'      |

| Кременчук, стадіон «Дніпро» Глядачів: 8000 Арбітр: Сергій Татулян (Київ) |

- «Нафтовик» переміг «Кремінь» за сумою двох матчів 2:1.

## 1/4 фіналу
На цьому етапі клуби грали по 2 матчі. Перші матчі відбулися 11 квітня, матчі-відповіді — 28 квітня і 3 травня. До півфіналів вийшли «Чорноморець», «Торпедо», донецький «Шахтар» і «Металіст». Починаючи з цього етапу, всі команди були представниками вищої ліги.

### Перші матчі
| 11 квітня 1992 |

| «Чорноморець»            | 2:0      | «Металург» |
| ------------------------ | -------- | ---------- |
| Яблонський 10' Гусєв 72' | протокол |            |

| Одеса, стадіон ЧМП Глядачів: 1700 Арбітр: Костянтин Панчик (Сімферополь) |

| 11 квітня 1992 |

| «Торпедо»  | 1:0      | «Динамо» |
| ---------- | -------- | -------- |
| Волков 75' | протокол |          |

| Запоріжжя, стадіон «АвтоЗАЗ» Глядачів: 8000 Арбітр: Леонід Бавикін (Харків) |

| 11 квітня 1992 |

| «Шахтар» Д                                                             | 6:0      | «Дніпро» Д |
| ---------------------------------------------------------------------- | -------- | ---------- |
| Щербаков 3' Щербаков 21' Ребров 29' Погодін 30' Мартюк 65' Погодін 87' | протокол |            |

| Донецьк, ЦС «Шахтар» Глядачів: 1313 Арбітр: Олександр Дегтярьов (Одеса) |

| 11 квітня 1992 |

| «Металіст»              | 2:0      | «Нафтовик» |
| ----------------------- | -------- | ---------- |
| Аджоєв 43' Колесник 86' | протокол |            |

| Харків, стадіон «Металіст» Глядачів: 3000 Арбітр: Анатолій Попов (Київ) |

### Матчі-відповіді
| 28 квітня 1992 |

| «Нафтовик»         | 1:0      | «Металіст» |
| ------------------ | -------- | ---------- |
| Сухарев 89' (пен.) | протокол |            |

| Охтирка, стадіон «Нафтовик» Глядачів: 3100 Арбітр: Костянтин Панчик (Сімферополь) |

- «Металіст» переміг «Нафтовик» за сумою двох матчів 2:1.

| 3 травня 1992 |

| «Металург»     | 1:1      | «Чорноморець» |
| -------------- | -------- | ------------- |
| Сак 84' (авт.) | протокол | Цимбалар 66'  |

| Запоріжжя, стадіон «Металург» Глядачів: 5000 Арбітр: Володимир П'яних (Донецьк) |

- «Чорноморець» переміг «Металург» за сумою двох матчів 3:1.

| 3 травня 1992 |

| «Динамо»   | 1:1      | «Торпедо» |
| ---------- | -------- | --------- |
| Єсіпов 15' | протокол | Заєць 59' |

| Київ, стадіон «Динамо» Глядачів: 1487 Арбітр: Ярослав Грисьо (Львів) |

- «Торпедо» перемогло «Динамо» за сумою двох матчів 2:1.

| 3 травня 1992 |

| «Дніпро» Д   | 1:0      | «Шахтар» Д |
| ------------ | -------- | ---------- |
| Коновалов 3' | протокол |            |

| Дніпропетровськ, стадіон «Метеор» Глядачів: 900 Арбітр: Валерій Авдиш (Сімферополь) |

- «Шахтар» переміг «Дніпро» за сумою двох матчів 6:1.

## 1/2 фіналу
Півфінальні матчі відбулися 14 і 26 травня. До фіналу вийшли «Чорноморець» і «Металіст».

### Перші матчі
| 14 травня 1992 |

| «Чорноморець»                            | 3:1      | «Торпедо» |
| ---------------------------------------- | -------- | --------- |
| Шелепницький 18' Никифоров 36' Гусєв 40' | протокол | Заєць 19' |

| Одеса, стадіон ЧМП Глядачів: 3100 Арбітр: Ярослав Грисьо (Львів) |

| 14 травня 1992 |

| «Шахтар» Д | 0:1      | «Металіст»   |
| ---------- | -------- | ------------ |
|            | протокол | Колесник 37' |

| Донецьк, ЦС «Шахтар» Глядачів: 6500 Арбітр: Валерій Авдиш (Сімферополь) |

### Матчі-відповіді
| 26 травня 1992 |

| «Торпедо» | 0:0      | «Чорноморець» |
| --------- | -------- | ------------- |
|           | протокол |               |

| Запоріжжя, стадіон «АвтоЗАЗ» Глядачів: 6000 Арбітр: Валерій Онуфер (Ужгород) |

- «Чорноморець» переміг «Торпедо» за сумою двох матчів 3:1.

| 26 травня 1992 |

| «Металіст»   | 1:1      | «Шахтар» Д |
| ------------ | -------- | ---------- |
| Колесник 25' | протокол | Фокін 2'   |

| Харків, стадіон «Металіст» Глядачів: 6000 Арбітр: Ярослав Грисьо (Львів) |

- «Металіст» переміг «Шахтар» за сумою двох матчів 2:1.

## Фінал
| 31 травня 1992 19:00 |

| «Чорноморець» (Одеса) | 1:0 дч          | «Металіст» (Харків) |
| --------------------- | --------------- | ------------------- |
| Цимбалар 107'         | протокол (рос.) |                     |

| Київ, Республіканський стадіон Глядачів: 12 000 Арбітр: Євген Канана (Донецьк) |

«Чорноморець»: Гришко (к), Никифоров, Шелепницький (Парфьонов, 75), Букель, Третяк, Яблонський, Цимбалар, Гецко, Кошелюк (Спіцин, 118), Сак, Гусєв (Зірченко, 78). Тренер: Віктор Прокопенко.
«Металіст»: Помазун, Касторний (Боровик, 91), Яловський (Ланцфер, 108), Панчишин (к), Пець, Миколаєнко, Хомуха, Кандауров, Аджоєв (Шинкарьов, 112), Призетко, Колесник. Тренер: Леонід Ткаченко.
Попередження: Касторний, 16
| Володар Кубка України 1992 |
| -------------------------- |
| «Чорноморець» Вперше       |

## Найкращі бомбардири
|    | Гравець           | Клуб          | Ігри | Голи (пен.) |
| -- | ----------------- | ------------- | ---- | ----------- |
| 1  | Олександр Заєць   | «Торпедо»     | 8    | 6           |
| 2  | Вадим Колесник    | «Металіст»    | 6    | 5           |
| 3  | Сергій Гусєв      | «Чорноморець» | 6    | 4           |
| 4  | Роман Бондаренко  | «Торпедо»     | 7    | 3           |
| 4  | Олександр Волков  | «Торпедо»     | 8    | 3           |
| 4  | Олег Головань     | «Металург»    | 4    | 3           |
| 4  | Віктор Данилишин  | «Кристал» Ч   | 4    | 3           |
| 4  | Василь Кардаш     | «Скала»       | 4    | 3           |
| 4  | Сергій Щербаков   | «Шахтар» Д    | 4    | 3           |
| 10 | Олег Таран        | «Металург»    | 3    | 3 (1)       |
| 10 | Юрій Шелепницький | «Чорноморець» | 6    | 3 (1)       |
| 12 | Юрій Стрихарчук   | «Полісся»     | 4    | 3 (2)       |

Усього м'ячі забивали 95 футболістів (один гол на рахунку голкіпера «Вагонобудівника» Заніна, з пенальті).

## Підсумкова таблиця
| Етап        | Команда           | I | В | Н | П | РМ   | О  |
| ----------- | ----------------- | - | - | - | - | ---- | -- |
| Володар     | «Чорноморець»     | 7 | 4 | 2 | 1 | 15−7 | 10 |
| Фіналіст    | «Металіст»        | 7 | 4 | 1 | 2 | 8−4  | 9  |
| Півфінал    | «Торпедо»         | 8 | 4 | 2 | 2 | 15−7 | 10 |
| Півфінал    | «Шахтар» Д        | 6 | 3 | 1 | 2 | 11−4 | 7  |
| 1/4 фіналу  | «Нафтовик»        | 6 | 4 | 1 | 1 | 8−4  | 9  |
| 1/4 фіналу  | «Дніпро» Д        | 4 | 3 | 0 | 1 | 6−8  | 6  |
| 1/4 фіналу  | «Динамо»          | 4 | 1 | 2 | 1 | 4−4  | 4  |
| 1/4 фіналу  | «Металург»        | 4 | 1 | 1 | 2 | 8−4  | 3  |
| 1/8 фіналу  | «Полісся»         | 4 | 3 | 0 | 1 | 8−9  | 6  |
| 1/8 фіналу  | «Кривбас»         | 4 | 3 | 0 | 1 | 5−8  | 6  |
| 1/8 фіналу  | «Кремінь»         | 4 | 2 | 1 | 1 | 5−3  | 5  |
| 1/8 фіналу  | «Скала»           | 4 | 2 | 1 | 1 | 5−4  | 5  |
| 1/8 фіналу  | «Вагонобудівник»  | 4 | 2 | 1 | 1 | 4−8  | 5  |
| 1/8 фіналу  | «Кристал» Ч       | 4 | 2 | 0 | 2 | 5−4  | 4  |
| 1/8 фіналу  | «Карпати»         | 4 | 1 | 1 | 2 | 2−4  | 3  |
| 1/8 фіналу  | «Буковина»        | 4 | 1 | 1 | 2 | 4−6  | 3  |
| 1/16 фіналу | «Дніпро» Ч        | 2 | 1 | 1 | 0 | 1−0  | 3  |
| 1/16 фіналу | «Зоря-МАЛС»       | 2 | 1 | 0 | 1 | 4−3  | 2  |
| 1/16 фіналу | «Таврія»          | 2 | 1 | 0 | 1 | 3−3  | 2  |
| 1/16 фіналу | «Ворскла»         | 2 | 1 | 0 | 1 | 2−2  | 2  |
| 1/16 фіналу | «Сталь»           | 2 | 1 | 0 | 1 | 2−2  | 2  |
| 1/16 фіналу | «Автомобіліст»    | 2 | 1 | 0 | 1 | 1−2  | 2  |
| 1/16 фіналу | «Шахтар» П        | 2 | 1 | 0 | 1 | 2−3  | 2  |
| 1/16 фіналу | «Поліграфтехніка» | 2 | 0 | 1 | 1 | 0−2  | 1  |
| 1/16 фіналу | СКА О             | 2 | 0 | 1 | 1 | 1−4  | 1  |
| 1/16 фіналу | «Азовець»         | 1 | 0 | 0 | 1 | 0−1  | 0  |
| 1/32 фіналу | «Суднобудівник»   | 1 | 0 | 1 | 0 | 1−1  | 1  |
| 1/32 фіналу | «Поділля»         | 1 | 0 | 1 | 0 | 1−1  | 1  |
| 1/32 фіналу | «Хімік»           | 1 | 0 | 1 | 0 | 1−1  | 1  |
| 1/32 фіналу | «Прикарпаття»     | 1 | 0 | 1 | 0 | 0−0  | 1  |
| 1/32 фіналу | «Волинь»          | 1 | 0 | 0 | 1 | 2−3  | 0  |
| 1/32 фіналу | «Колос»           | 1 | 0 | 0 | 1 | 1−2  | 0  |
| 1/32 фіналу | «Кристал» Х       | 1 | 0 | 0 | 1 | 1−2  | 0  |
| 1/32 фіналу | СКА К             | 1 | 0 | 0 | 1 | 1−2  | 0  |
| 1/32 фіналу | «Закарпаття»      | 1 | 0 | 0 | 1 | 1−2  | 0  |
| 1/32 фіналу | «Темп»            | 1 | 0 | 0 | 1 | 1−2  | 0  |
| 1/32 фіналу | «Верес»           | 1 | 0 | 0 | 1 | 0−1  | 0  |
| 1/32 фіналу | «Десна»           | 1 | 0 | 0 | 1 | 0−1  | 0  |
| 1/32 фіналу | «Нива» В          | 1 | 0 | 0 | 1 | 0−1  | 0  |
| 1/32 фіналу | «Нива» Т          | 1 | 0 | 0 | 1 | 0−1  | 0  |
| 1/32 фіналу | «Рось»            | 1 | 0 | 0 | 1 | 0−1  | 0  |
| 1/32 фіналу | «Артанія»         | 1 | 0 | 0 | 1 | 1−3  | 0  |
| 1/32 фіналу | «Галичина»        | 1 | 0 | 0 | 1 | 0−2  | 0  |
| 1/32 фіналу | «Приладист»       | 1 | 0 | 0 | 1 | 0−2  | 0  |
| 1/32 фіналу | «Чайка»           | 1 | 0 | 0 | 1 | 0−2  | 0  |